# Trichostomum homomallum
Trichostomum homomallum là một loài rêu trong họ Pottiaceae. Loài này được (Hedw.) Bruch & Schimp. mô tả khoa học đầu tiên năm 1843.